# Sveti Ivan (Rovinjsko otočje)
Sveti Ivan je nenaseljeni otočić uz zapadnu obalu Istre, oko 4 km južno od Rovinja.
Površina otoka je 102.663 m2, duljina obalne crte 1722 m, a visina 22 metra.
U Državnom programu zaštite i korištenja malih, povremeno nastanjenih i nenastanjenih otoka i okolnog mora Ministarstva regionalnoga razvoja i fondova Europske unije, svrstana je kao "otočić". Pripada Gradu Rovinju.

## Vanjske poveznice
|  | Zajednički poslužitelj ima još gradiva o temi Sveti Ivan (Rovinjsko otočje) |